# Patricia Fili-Krushel
Patricia Fili-Krushel (1953) es una empresaria y ejecutiva de medios estadounidense. Actualmente es directora ejecutiva del Center for Talent Innovation y es consejera de Reddit, Dollar General y Chipotle Mexican Grill. Fili-Krushel ha sido como presidenta de NBCUniversal News Group,  vicepresidenta ejecutiva de administración de Time Warner Inc., directora ejecutiva de WebMD, presidenta de ABC Television Network y presidenta de ABC Daytime.

## Biografía
Fili-Krushel estudió en St. John's University y se graduó con una licenciatura. Obtuvo una maestría en administración de empresas de la Universidad de Fordham.
Fili-Krushel trabajó en HBO, donde fue Vicepresidenta de Asuntos Comerciales y Producción a partir de diciembre de 1984. Luego se unió a Lifetime Television en 1988 como vicepresidenta de grupo de Hearst /ABC- Viacom Entertainment Services (HAVES) y vicepresidenta sénior de programación y producción de Lifetime Television, donde fue responsable del lanzamiento de la primera cadena para mujeres.
Fili-Krushel se unió a ABC en 1993, como presidenta de ABC Daytime (ABC-D) y luego como presidenta de la cadena.  Puso en antena el programa de entrevistas diurno The View. Mientras estaba en ABC, lanzó Soap Net, una red de cable de telenovelas de 24 horas.
Se unió a Time Warner en 2001. En 2006, fue incluida en la colección "She Made It" del Museo de Televisión y Radio. Desde 2012 hasta 2015 fue presidenta del grupo de noticias NBCUniversal.
En septiembre de 2012, Fili-Krushel hizo su segunda aparición en la lista de las "50 mujeres más poderosas" de Fortune.
Desde 2019, Fili-Krushel es miembro del consejo de administración de Dollar General Corporation, de Chipotle Mexican Grill, de The Public Theatre de Nueva York, donde es vicepresidenta, de PEN America, y del Berkshire International Film Festival.
Fili-Krushel ha formado parte de los consejos de administración de Lifetime Television, Central Park Conservancy, Oxygen Media, NowThis News, Fordham University y Revere Media, así como del Comité Ejecutivo y el Patronato de la Academia de Artes y Ciencias de la Televisión, el Advertising Counsel y la  National Campaign to Prevent Teen Pregnancy's Media Task Force (Campaña Nacional para Prevenir el Embarazo Adolescente). Fili-Krushel fue presidenta de New York Women in Film and TV.
Fili-Krushel ha sido nombrada varias veces en la lista de las “50 mujeres más poderosas” de Fortune. Ha sido reconocida por New York Women in Communications a través de sus Matrix Awards. Recibió el premio Women of Achievement de Women's Project & Productions, ha sido honrada por la Police Athletic League como Mujer del año, galardonada con el premio Women in Film Muse, y el premio Crystal Apple de la ciudad de Nueva York. . Fue nombrada miembro de la Comisión de Asuntos de la Mujer del alcalde Bloomberg. 
En 2009, Harvard Business School publicó un caso práctico sobre Fili-Krushel; “Patricia Fili-Krushel: A través de una trayectoria profesional.” 
Fili-Krushel vive en Nueva York con su esposo, Ken, y sus dos hijos.